# Муза Римляныня
Муза Римляныня — святая, жила в V веке.

## Жизнеописание
Однажды во сне Музе явилась окружённая отроковицами Божия Матерь и задала ей вопрос: «Хочешь ли следовать за Мною и жить вместе с этими отроковицами?» Девочка ответила утвердительно, и тогда Божия Матерь дала ей наставление избегать дурных поступков, а также воздерживаться от смеха и детских игр, пообещав прийти за нею в 30-й день и забрать её. С того времени Муза сосредоточилась, стала серьёзной и постоянно молилась. Удивлённым родителям Муза рассказала о своём видении. На 25-й день девочка заболела. На 30-й она вновь увидела Божию Матерь, и вслед за тем со словами: «Иду, иду, Госпожа моя!» - Муза «преставилась к Богу».
Впоследствии брат Музы, Пров, рассказал о ней Григорию Двоеслову, который пересказал услышанное своему архидиакону Петру.

## Память
Память блаженной Музы совершается 16 (29) мая.